# Yoshitaka Iino
Yoshitaka Iino (jap. 飯野 佳孝, Iino Yoshitaka; * um 1955) ist ein japanischer Badmintonspieler. 

## Karriere
Yoshitaka Iino gewann 1975, 1977, 1978 und 1980 die Herrendoppelkonkurrenz bei den japanischen Einzelmeisterschaften gemeinsam mit Masao Tsuchida. 1978 siegten beide ebenfalls bei den Denmark Open. Bei der Badminton-Weltmeisterschaft 1980 wurde die japanische Paarung Fünfte.

## Sportliche Erfolge
| Saison | Veranstaltung                | Disziplin    | Platz | Name                            |
| ------ | ---------------------------- | ------------ | ----- | ------------------------------- |
| 1975   | Japan: Einzelmeisterschaften | Herrendoppel | 1     | Masao Tsuchida / Yoshitaka Iino |
| 1977   | Japan: Einzelmeisterschaften | Herrendoppel | 1     | Masao Tsuchida / Yoshitaka Iino |
| 1978   | Denmark Open                 | Herrendoppel | 1     | Masao Tsuchida / Yoshitaka Iino |
| 1978   | Japan: Einzelmeisterschaften | Herrendoppel | 1     | Masao Tsuchida / Yoshitaka Iino |
| 1980   | Weltmeisterschaft            | Herrendoppel | 5     | Masao Tsuchida / Yoshitaka Iino |
| 1980   | Japan: Einzelmeisterschaften | Herrendoppel | 1     | Masao Tsuchida / Yoshitaka Iino |

## Schriften
- Akira Hirota, Yoshitaka Iino: 目でみるバドミントンの技術とトレーニング (Me de miru Badominton no gijutsu to torēningu). Taishūkan Shoten, Tokio 1994, ISBN 4-469-26297-8.